# Zapolyarye Airlines
Zapolyarye Airlines (Russisch: ЗАПОЛЯРЬЕ авиакомпания) was een Russische luchtvaartmaatschappij met haar thuisbasis in Norilsk.

## Geschiedenis
Zapolyarye Airlines is opgericht in 2003

## Vloot
De vloot van Zapolyarye Airlines bestaat uit:(dec.2006)
- 2 Antonov AN-26(A)
- 1 Antonov AN-26B
- 1 Antonov AN-24RV